# Herman A. Blumenthal
Pour les articles homonymes, voir Blumenthal.
Herman Allen Blumenthal est un directeur artistique américain né le 21 mai 1916 à Los Angeles (Californie) et mort le 30 mars 1986 à Los Angeles (Californie).

## Filmographie partielle
- 1959 : Voyage au centre de la Terre (Journey to the Center of the Earth) d'Henry Levin
- 1959 : L'Homme aux colts d'or (Warlock) d'Edward Dmytryk
- 1963 : Cléopâtre (Cleopatra) de Joseph L. Mankiewicz
- 1964 : Un mari à tout faire (Kisses for My President) de Curtis Bernhardt
- 1969 : Hello, Dolly! de Gene Kelly
- 1972 : On s'fait la valise, Doc ? (What's Up, Doc?) de Peter Bogdanovich
- 1973 : Mondwest (Westworld) de Michael Crichton
- 1976 : Un tueur dans la foule (Two-Minute Warning) de Larry Peerce
- 1978 : Betsy de Daniel Petrie
- 1979 : Le Champion (The Champ) de Franco Zeffirelli

## Distinctions
Oscar des meilleurs décors

### Récompenses
- Oscars 1964 pour Cléopâtre
- Oscars 1970 pour Hello, Dolly!

### Nominations
- Oscars 1960 pour Voyage au centre de la Terre